# Theo Eltink
Theo Eltink (Eindhoven, 27 november 1981) is een voormalig Nederlands wielrenner.
De in Eindhoven geboren Eltink groeide op in het Brabantse dorpje Westelbeers. In zijn jonge jaren was Eltink een verdienstelijk schaatser, maar hij koos uiteindelijk voor de wielersport. In zijn jonge wielerjaren was hij vooral een verdienstelijk veldrijder als jeugdrenner bij TWC Het Snelle Wiel te Bladel. Eltink heeft zich pas echt op de wielersport gestort nadat hij de havo en de MTS Bouwkunde succesvol had doorlopen.
Hij werd professional in 2005 bij de Rabobankploeg, nadat hij eerder al voor het espoirteam van die ploeg reed, het Rabobank Continental Team. Eltink was een lichte coureur (55 kilo) en kon mede daarom goed klimmen. Als espoir won hij etappes in de Ronde van de Pyreneeën en de Ronde van de Toekomst. In zijn debuutjaar als prof startte hij ook in de Ronde van Italië, wat hem een 29e plaats in het eindklassement opleverde. Later dat jaar werd hij 26e in het eindklassement van de Ronde van Duitsland. Dit nadat hij al veel knechtenwerk had verricht voor Pieter Weening, de kopman voor deze meerdaagse wedstrijd. Op 29 december 2009 was Theo Eltink genoodzaakt een punt achter zijn carrière te zetten, nadat hij voor het daaropvolgende seizoen (2010) geen nieuwe ploeg had kunnen vinden.

## Belangrijkste overwinningen
2003
 NK veldrijden beloften
2004
3e etappe Ronde van de Pyreneeën
9e etappe Ronde van de Toekomst

## Resultaten in voornaamste wedstrijden
| Jaar | Ronde van Italië | Ronde van Frankrijk | Ronde van Spanje |
| ---- | ---------------- | ------------------- | ---------------- |
| 2005 | 29e              |                     |                  |
| 2006 | 53e              |                     | 24e              |
| 2007 |                  |                     | 95e              |
| 2008 | 77e              |                     | 77e              |

| Jaar | Luik-Bast.‑Luik | Ronde van Lombardije | Waalse Pijl |
| ---- | --------------- | -------------------- | ----------- |
| 2005 |                 | 41e                  | 109e        |
| 2006 |                 | 51e                  |             |
| 2007 | 105e            | 91e                  |             |
| 2008 |                 |                      |             |